# Остудник шорсткий
Остудник шорсткий (Herniaria hirsuta) — вид трав'янистих рослин роду остудник (Herniaria) родини гвоздикові (Caryophyllaceae).

## Опис
Однорічна рослина сірувато-зеленуватого кольору з тонким коренем.
Стебла 3–15 см завдовжки, від основи розгалужені, запушені короткими відстовбурченими волосками. Прилистки 1–1,5 мм завдовжки, трикутно-яйцюваті, плівчасті, по краю війчасті.
Листя 6–8 мм довжиною, 2–3 мм шириною, довгасто-обернено-яйцюваті, на верхівці тупі або гоструваті, в основі звужені в короткий черешок, молоді запушені щетинистими, до верхівки спрямованими волосками, старі майже голі.
Квітки 1,3–1,5 мм довжиною, в клубочках по 5–8, майже сидячі. Чашолистки 0,6–0,8 мм довжиною, майже рівні, довгасті, на верхівці тупуваті або загострені, запушені приблизно однаково по довжині волосками, на кінці зазвичай з більш довгою щетинкою. Трубка чашечки 0,6–0,7 мм довжиною, конічна, гола. Пелюстки ниткоподібні, 0,4–0,5 мм завдовжки. Тичинок 5, тичинкові нитки трохи коротші пелюсток, пиляки жовтуваті. Стовпчик дуже короткий з майже сидячими приймочками.
Плід — коробочка 1–1,1 мм завдовжки, яйцеподібна, злегка коротша чашолистків. Насінини 0,7–0,8 мм в діаметрі, дископодібні, темно-коричневі, блискучі, гладкі.